# مونكيشاينز
مونكيشاينز (بالإنجليزية: Monkeyshines)‏ عبارة عن سلسلة من الأفلام التجريبية القصيرة الصامتة المصممة لاختبار تنسيق الأسطوانة الأصلي لجهاز كينتوسكوب، ويُعتقد أنها أول الأفلام التي تم تصويرها في الولايات المتحدة.

## روابط خارجية
- Monkeyshines, No. 1  في قاعدة بيانات الأفلام على الإنترنت (بالإنجليزية)
- Monkeyshines, No. 2  في قاعدة بيانات الأفلام على الإنترنت (بالإنجليزية)
- Monkeyshines, No. 1 على موقع أول موفي.
- Monkeyshines, No. 2 على موقع أول موفي.
- Monkeyshines (1889/1890) على يوتيوب
- Monkeyshines, No. 1 على يوتيوب
- Monkeyshines, No. 2 على يوتيوب